# Заборово (Кольненський повіт)
Заборово (пол. Zaborowo) — село в Польщі, у гміні Стависьки Кольненського повіту Підляського воєводства.
Населення — 77 осіб (2011).
У 1975-1998 роках село належало до Ломжинського воєводства.

## Демографія
Демографічна структура станом на 31 березня 2011 року:
|          | Загалом | Допрацездатний вік | Працездатний вік | Постпрацездатний вік |
| -------- | ------- | ------------------ | ---------------- | -------------------- |
| Чоловіки | 41      | 7                  | 29               | 5                    |
| Жінки    | 36      | 15                 | 14               | 7                    |
| Разом    | 77      | 22                 | 43               | 12                   |